# فک فیلی
فک فیلی یک جانور بزرگ است که در سرده Mirounga قرار دارد.
این جانور در سواحل اقیانوس آرام مانند کشورهای آمریکا، مکزیک و کانادا زندگی می‌کند و نسبت به جانوران هم خانواده خود در قطب جنوب کمی کوچک‌تر است.
طول متوسط فک فیلی ۴٬۹ متر و وزن آن ۳۰۰۰ کیلوگرم است.

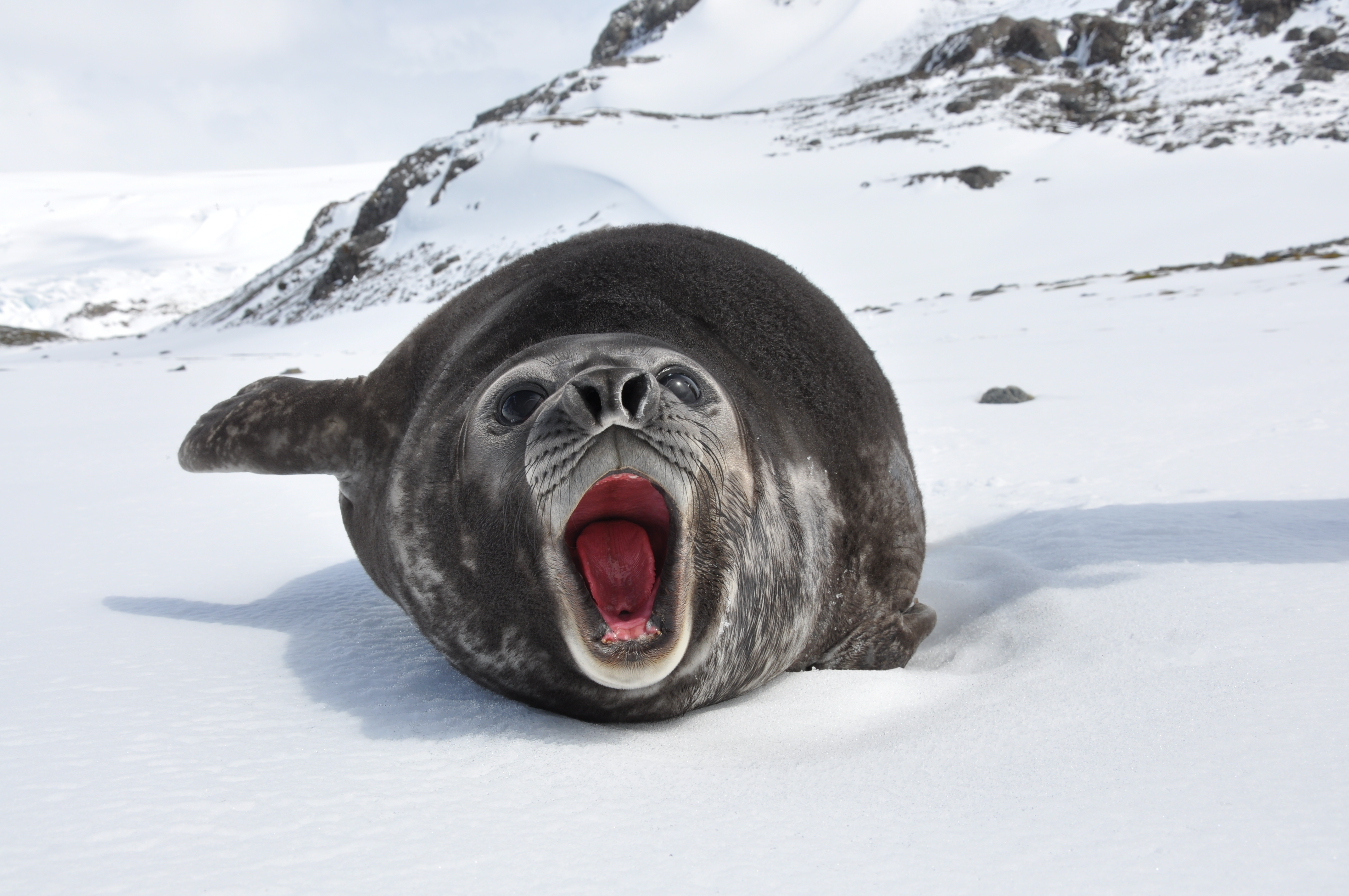
یک فک فیلی جنوب جوان